# ケツノポリス11
『ケツノポリス 11』（ケツノポリス・イレヴン）は、ケツメイシ11作目のアルバム。2018年10月24日にavex traxから発売。

## 概要
前作から2年ぶりのアルバム。ジャケットカラーは『ケツノポリス』と同じ白。タイトル表記も『ケツノポリス7』以来7年半ぶりにカタカナに戻された。DVDが付属の初回限定盤と通常盤の2形態で発売。
DVDには「僕らの暮らしっく」「はじまりの予感」「カンパイの唄」3曲のミュージック・ビデオ、「ケツメイシ × オリオンドラフト特別映像&スペシャル・インタビュー」を収録。

## チャート成績
オリコン週間アルバムランキング、週間デジタルアルバムランキング、Billboard JAPAN HOT ALBUMS、iTunes 週間アルバム・ランキング、レコチョクウィークリーアルバムランキングなどで軒並み1位を獲得。LINE MUSICやApple Musicなどサブスクリプションサービスでもリアルタイム・アルバム・ランキング1位を獲得するなどチャートを席巻した。

## 収録曲

### Disc 1 / CD
| 全作詞: ケツメイシ。 |                      |            |                                                                            |      |
| #                    | タイトル             | 作詞       | 作曲                                                                       | 時間 |
| 1.                   | 「人生劇場」         | ケツメイシ | ケツメイシ、TAKAROT                                                        | 4:32 |
| 2.                   | 「夏のプリンス」     | ケツメイシ | ケツメイシ、SHIBU                                                          | 3:43 |
| 3.                   | 「はじまりの予感」   | ケツメイシ | ケツメイシ、栗原暁（Jazzin'park）、久保田真悟（Jazzin'park）、Tasuku Maeda | 4:30 |
| 4.                   | 「つながって」       | ケツメイシ | ケツメイシ、藤本和則                                                       | 4:23 |
| 5.                   | 「風は吹いている」   | ケツメイシ | ケツメイシ、Tasuku Maeda                                                   | 4:48 |
| 6.                   | 「僕らの暮らしっく」 | ケツメイシ | ケツメイシ、小松一也                                                       | 4:27 |
| 7.                   | 「飲みニケーション」 | ケツメイシ | ケツメイシ、THE COMPANY                                                    | 2:53 |
| 8.                   | 「シェイク No.1」    | ケツメイシ | ケツメイシ、CHIVA                                                          | 3:32 |
| 9.                   | 「夢中」             | ケツメイシ | ケツメイシ、SHIBU                                                          | 5:44 |
| 10.                  | 「覚悟はいいか」     | ケツメイシ | ケツメイシ、THE COMPANY                                                    | 5:13 |
| 11.                  | 「大東京」           | ケツメイシ | ケツメイシ、A-bee                                                          | 4:53 |
| 12.                  | 「ライフ」           | ケツメイシ | ケツメイシ、BU-NI                                                          | 4:37 |
| 13.                  | 「なみだ川」         | ケツメイシ | ケツメイシ、SHIBU                                                          | 5:01 |
| 14.                  | 「旅に出よう」       | ケツメイシ | ケツメイシ、THE COMPANY                                                    | 3:57 |
| 15.                  | 「カンパイの唄」     | ケツメイシ | ケツメイシ、THE COMPANY                                                    | 4:58 |
| 合計時間:            | 合計時間:            | 合計時間:  | 67:11                                                                      |      |

### Disc 2 / 初回特典DVD
| #  | タイトル                                                       | 作詞 | 作曲・編曲 |
| -- | -------------------------------------------------------------- | ---- | ---------- |
| 1. | 「僕らの暮らしっく」(MV)                                       |      |            |
| 2. | 「はじまりの予感」(MV)                                         |      |            |
| 3. | 「カンパイの唄」(MV)                                           |      |            |
| 4. | 「ケツメイシ×オリオンドラフト特別映像&スペシャルインタビュー」 |      |            |

### 解説
1. 人生劇場
2. 夏のプリンス
  - プリンスホテル 2018 Do! 夏プリ CMソング。
3. はじまりの予感
  - DHC ［F1］ ミネラルベースメークシリーズCMタイアップ曲。
4. つながって　
  - 「KITTE名古屋」グランドオープン記念プロジェクトタイアップ曲。
5. 風は吹いている
  - TVアニメ「深夜!天才バカボン」エンディングテーマ。
6. 僕らの暮らしっく
  - 中日新聞・北陸中日新聞・東京新聞CMソング。
7. 飲みニケーション
8. シェイク No.1
9. 夢中
  - テレビ朝日系列バドミントン中継イメージソング。
10. 覚悟はいいか
11. 大東京
12. ライフ　4:37
  - たまひよCMソング。
13. なみだ川
14. 旅に出よう
  - ドッグフード「モグワン」 CMソング。
15. カンパイの唄
  - オリオンドラフト オリジナルCMソング。